# Lithocarpus melanochromus
Lithocarpus melanochromus är en bokväxtart som beskrevs av Woon Young Chun, Ying Tsiang, Cheng Chiu Huang och Yong Tian Chang. Lithocarpus melanochromus ingår i släktet Lithocarpus och familjen bokväxter. Inga underarter finns listade.